# Dombeya urschiana
Dombeya urschiana är en malvaväxtart som beskrevs av Arenes. Dombeya urschiana ingår i släktet Dombeya och familjen malvaväxter. Inga underarter finns listade i Catalogue of Life.